# Torbjörntorp

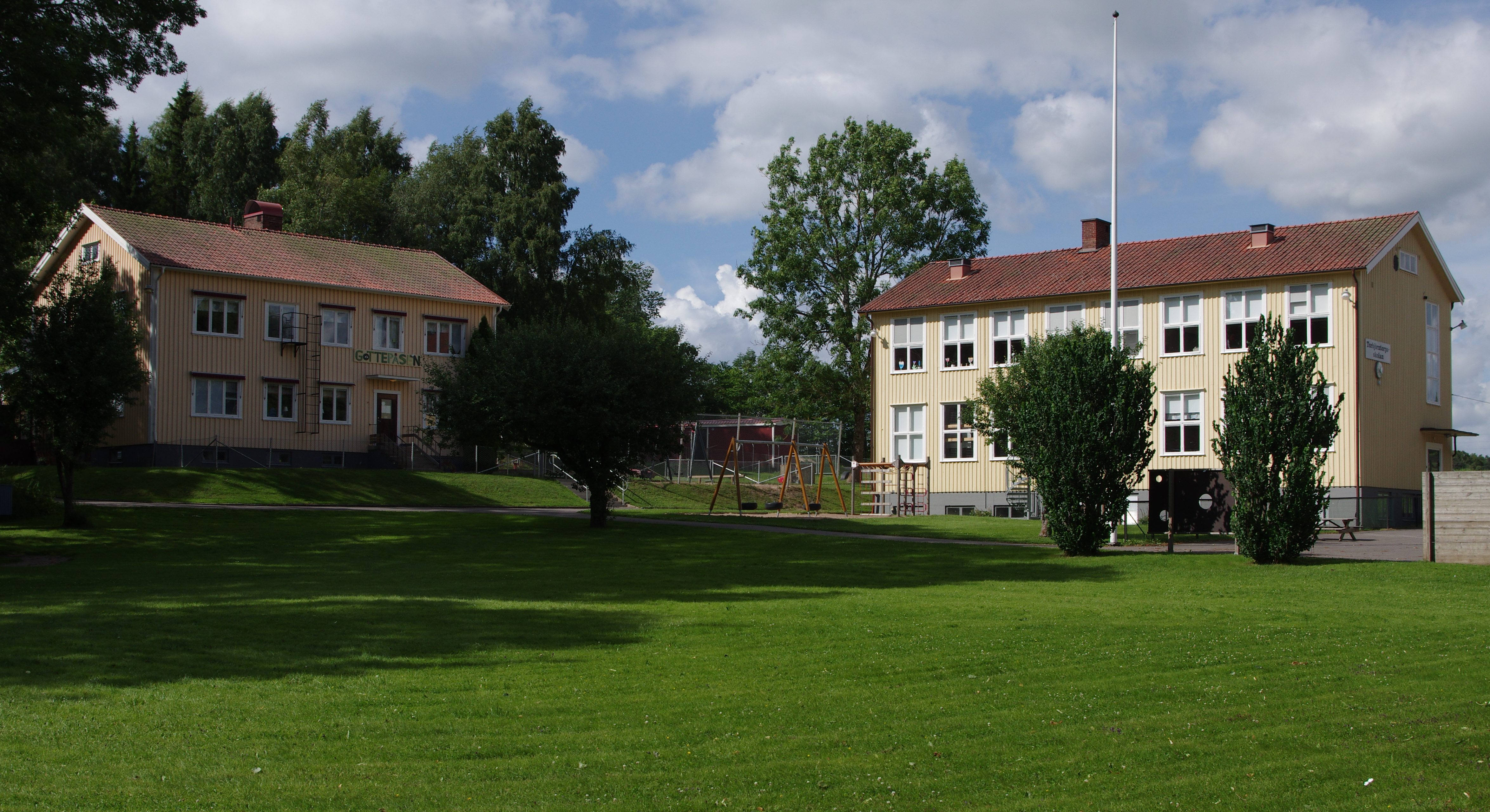
Lekskolan Gottepåsen och Torbjörntorpsskolan.

Torbjörntorp är en tätort i Falköpings kommun i Västra Götalands län och kyrkbyn i Torbjörntorps socken.
Här finns Torbjörntorps kyrka och Torbjörntorps skola.

## Befolkningsutveckling
| Befolkningsutvecklingen i Torbjörntorp 1960–2020                  | Befolkningsutvecklingen i Torbjörntorp 1960–2020 | Befolkningsutvecklingen i Torbjörntorp 1960–2020 | Befolkningsutvecklingen i Torbjörntorp 1960–2020 | Befolkningsutvecklingen i Torbjörntorp 1960–2020 |
| ----------------------------------------------------------------- | ------------------------------------------------ | ------------------------------------------------ | ------------------------------------------------ | ------------------------------------------------ |
|                                                                   |                                                  |                                                  |                                                  |                                                  |
| År                                                                |                                                  |                                                  | Folkmängd                                        | Areal (ha)                                       |
| 1960                                                              | 1960                                             |                                                  | 165                                              | ¤                                                |
| 1965                                                              | 1965                                             |                                                  | 217                                              |                                                  |
| 1970                                                              | 1970                                             |                                                  | 232                                              |                                                  |
| 1975                                                              | 1975                                             |                                                  | 427                                              |                                                  |
| 1980                                                              | 1980                                             |                                                  | 534                                              |                                                  |
| 1990                                                              | 1990                                             |                                                  | 494                                              | 71                                               |
| 1995                                                              | 1995                                             |                                                  | 490                                              | 74                                               |
| 2000                                                              | 2000                                             |                                                  | 465                                              | 74                                               |
| 2005                                                              | 2005                                             |                                                  | 474                                              | 74                                               |
| 2010                                                              | 2010                                             |                                                  | 475                                              | 74                                               |
| 2015                                                              | 2015                                             |                                                  | 456                                              | 88                                               |
| 2020                                                              | 2020                                             |                                                  | 457                                              | 91                                               |
| Anm.: Ny tätort 1965 ¤ Som tätortsbebyggelse med 150-199 invånare |                                                  |                                                  |                                                  |                                                  |